# Secret in Their Eyes
The Secret in Their Eyes (bra: Olhos da Justiça; prt: O Segredo dos Seus Olhos) é um filme estadunidense de 2015, dos gêneros mistério, suspense psicológico e policial, escrito dirigido por Billy Ray, adaptação cinematográfica do filme argentino El secreto de sus ojos, do argentino Juan José Campanella, por sua vez baseado no romance La pregunta de sus ojos, de Eduardo Sacheri. É estrelado por Chiwetel Ejiofor, Nicole Kidman, Julia Roberts, Dean Norris e Michael Kelly.

## Sinopse
O filme segue um grupo de  investigadores iniciantes do FBI que são surpreendidos por um crime brutal. Após treze anos de investigação, uma nova pista é responsável por encerrar o caso.

## Elenco
- Chiwetel Ejiofor como Raymond "Ray" Kasten
- Nicole Kidman como Claire Sloan
- Julia Roberts como Jessica "Jess" Cobb
- Dean Norris como Bumpy Willis
- Michael Kelly como Reginald "Reg" Siefert
- Alfred Molina como Martin Morales
- Zoe Graham como Carolyn Cobb
- Lyndon Smith como Kit
- Joe Cole como Anzor Marzin / Clay Beckwith
- Donald Patrick Harvey como Fierro
- Mark Famiglietti como Sargento de Serviço Jacobs
- Ross Partridge como Ellis

## Produção
Em 20 de janeiro de 2015, a STX Entertainment adquiriu os direitos norte-americanos para o filme e começou a produzir o filme.

## Filmagens
As filmagens começaram em 26 de janeiro de 2015, em Los Angeles. Em 27 de janeiro, as filmagens foram realizadas no Parque de Santa Anita.

## Lançamento
A STX inicialmente agendou o lançamento do filme em 23 de outubro de 2015, mas em julho de 2015, o filme foi movido de volta para sua data de lançamento final em 20 de novembro de 2015.
O primeiro trailer do filme foi lançado em 30 de junho de 2015.

## Mídia doméstica
Secret in their Eyes foi lançado em DVD e Blu-ray nos Estados Unidos em 23 de fevereiro de 2016.

## Recepção

### Bilheteria
Secret in Their Eyes arrecadou $20.2 milhões na América do Norte e $12 milhões em outros territórios para um total mundial de $32.2 milhões, em um orçamento de $19.5 milhões.
Na América do Norte, o filme estreou junto com The Hunger Games: Mockingjay – Part 2 e The Night Before em 20 de novembro de 2015. Em seu fim de semana de estreia, foi projetado uma receita bruta de $ 7-9 milhões em 2.392 cinemas. O filme arrecadou $170.000 nas primeiras noites de quinta-feira e $2.3 milhões no primeiro dia. No fim de semana de estreia, o filme arrecadou US$6.7 milhões, terminando em quinto lugar nas bilheterias.

### Resposta crítica
No Rotten Tomatoes, o filme tem 39% de aprovação com base em 148 avaliações, com média de 5,3/10. O consenso crítico do site diz: "Secret in Their Eyes desperdiça seu incrível elenco em um remake que não consegue melhorar—ou mesmo apresentar um caso convincente para sua própria existência—além do notável original." No Metacritic, o filme tem uma pontuação média ponderada de 45 de 100, com base em 28 críticos, indicando "críticas mistas ou médias". No CinemaScore, o público deu ao filme uma nota média de "B–" em uma escala de A+ a F.
O escritor Manuel Betancour, da Remezcla, disse que o filme "oferece um exemplo clássico do que muitas vezes se perde na tradução quando filmes estrangeiros são refeitos para o público americano".